# Fußball-Oberliga Schleswig-Holstein 2017/18
Die Saison 2017/18 der Oberliga Schleswig-Holstein war die 71. Spielzeit der Oberliga Schleswig-Holstein und die 24. als fünfthöchste Spielklasse in Deutschland. Sie war die erste unter der Bezeichnung Oberliga. Die Liga war zuvor von 18 auf 16 Mannschaften reduziert worden.

## Teilnehmer
Für die Spielzeit 2017/18 hatten sich folgende Vereine sportlich qualifiziert:
- der Absteiger aus der Regionalliga Nord 2016/17:
  - SV Eichede
- die verbleibenden Mannschaften aus der Schleswig-Holstein-Liga 2016/17:
  - Holstein Kiel II
  - VfR Neumünster
  - TSB Flensburg
  - SC Weiche Flensburg 08 II (Startplatz von Flensburg 08)
  - NTSV Strand 08
  - Heider SV
  - TSV Schilksee
  - SV Todesfelde
  - TSV Lägerdorf
  - SV Frisia 03 Risum-Lindholm
  - PSV Union Neumünster
- die Meister aus den vier Staffeln der Verbandsliga Schleswig-Holstein 2016/17:
  - Nord-West: TSV Friedrichsberg-Busdorf
  - Nord-Ost: Inter Türkspor Kiel
  - Süd-West: TSV Wankendorf
  - Süd-Ost: FC Dornbreite

Die kreisfreie Stadt Kiel stellte drei Vereine, der Kreis Ostholstein sowie die Städte  Flensburg und Neumünster waren mit je zwei Vereinen in der höchsten Landesspielklasse vertreten.

## Abschlusstabelle
| Pl.               | Verein                         | Sp. | S  | U  | N  | Tore    | Diff. | Punkte |
| ----------------- | ------------------------------ | --- | -- | -- | -- | ------- | ----- | ------ |
| 1.                | NTSV Strand 08 1               | 30  | 24 | 4  | 2  | 080:270 | +53   | 76     |
| 2.                | TSB Flensburg 2                | 30  | 20 | 6  | 4  | 080:380 | +42   | 66     |
| 3.                | Holstein Kiel II U23           | 30  | 18 | 7  | 5  | 065:260 | +39   | 61     |
| 4.                | SC Weiche Flensburg 08 II B    | 30  | 18 | 5  | 7  | 085:400 | +45   | 59     |
| 5.                | SV Eichede (A)                 | 30  | 15 | 11 | 4  | 077:390 | +38   | 56     |
| 6.                | SV Todesfelde                  | 30  | 11 | 11 | 8  | 064:390 | +25   | 44     |
| 7.                | Heider SV                      | 30  | 11 | 10 | 9  | 050:420 | +8    | 43     |
| 8.                | Inter Türkspor Kiel (N)        | 30  | 12 | 7  | 11 | 071:690 | +2    | 43     |
| 9.                | TSV Lägerdorf                  | 30  | 11 | 7  | 12 | 062:680 | −6    | 40     |
| 10.               | SV Frisia 03 Risum-Lindholm    | 30  | 11 | 7  | 12 | 054:660 | −12   | 40     |
| 11.               | VfR Neumünster                 | 30  | 10 | 8  | 12 | 046:500 | −4    | 38     |
| 12.               | TSV Schilksee                  | 30  | 10 | 7  | 13 | 055:730 | −18   | 37     |
| 13.               | PSV Union Neumünster           | 30  | 8  | 4  | 18 | 051:700 | −19   | 28     |
| 14.               | FC Dornbreite (N)              | 30  | 6  | 3  | 21 | 047:830 | −36   | 21     |
| 15.               | TSV Friedrichsberg-Busdorf (N) | 30  | 4  | 2  | 24 | 044:990 | −55   | 14     |
| 16.               | TSV Wankendorf (N)             | 30  | 1  | 1  | 28 | 020:122 | −102  | 04     |
| Stand: Saisonende |                                |     |    |    |    |         |       |        |

| (A) | Absteiger aus der Regionalliga  |
| (N) | Aufsteiger aus der Verbandsliga |

## Kreuztabelle
Die Kreuztabelle stellt die Ergebnisse aller Spiele dieser Saison dar. Die Heimmannschaft ist in der linken Spalte, die Gastmannschaft in der oberen Zeile aufgelistet.
| 2017/18                     | SV Eichede | Holstein Kiel II | VfR Neumünster | TSB Flensburg | SC Weiche Flensburg 08 II | NTSV Strand 08 | Heider SV | TSV Schilksee | SV Todesfelde | TSV Lägerdorf |     | PSV Union Neumünster | TSV Friedrichsberg-Busdorf | Inter Türkspor Kiel | TSV Wankendorf | FC Dornbreite |
| --------------------------- | ---------- | ---------------- | -------------- | ------------- | ------------------------- | -------------- | --------- | ------------- | ------------- | ------------- | --- | -------------------- | -------------------------- | ------------------- | -------------- | ------------- |
| SV Eichede                  |            | 0:2              | 4:1            | 3:3           | 3:2                       | 1:2            | 2:0       | 1:1           | 1:2           | 3:0           | 6:0 | 1:1                  | 2:1                        | 2:2                 | 5:0            | 3:1           |
| Holstein Kiel II            | 1:1        |                  | 2:1            | 1:3           | 1:0                       | 0:0            | 0:1       | 6:2           | 1:1           | 8:0           | 1:2 | 3:0                  | 3:0                        | 2:1                 | 2:0            | 2:0           |
| VfR Neumünster              | 3:1        | 3:2              |                | 2:1           | 2:1                       | 0:1            | 1:1       | 0:3           | 0:0           | 3:5           | 4:0 | 0:0                  | 1:2                        | 1:1                 | 5:0            | 3:2           |
| TSB Flensburg               | 2:2        | 0:3              | 2:1            |               | 3:0                       | 5:0            | 1:2       | 2:0           | 2:1           | 1:0           | 4:0 | 3:2                  | 3:2                        | 4:4                 | 5:0            | 5:0           |
| SC Weiche Flensburg 08 II   | 3:3        | 2:0              | 1:0            | 2:2           |                           | 0:1            | 1:1       | 5:0           | 1:2           | 5:1           | 2:0 | 3:1                  | 3:0                        | 4:1                 | 10:0           | 2:1           |
| NTSV Strand 08              | 0:0        | 1:2              | 4:1            | 2:1           | 3:2                       |                | 2:0       | 2:0           | 1:0           | 2:1           | 3:3 | 3:1                  | 5:1                        | 2:1                 | 8:0            | 6:0           |
| Heider SV                   | 1:6        | 1:1              | 2:0            | 1:2           | 1:1                       | 0:2            |           | 3:3           | 1:1           | 2:1           | 0:1 | 1:2                  | 2:1                        | 4:0                 | 7:0            | 6:2           |
| TSV Schilksee               | 0:2        | 0:3              | 1:1            | 0:3           | 2:4                       | 2:4            | 3:2       |               | 0:5           | 1:5           | 2:0 | 4:1                  | 4:3                        | 2:1                 | 5:3            | 2:2           |
| SV Todesfelde               | 1:1        | 2:2              | 3:1            | 2:2           | 1:1                       | 1:3            | 2:2       | 2:2           |               | 0:3           | 1:2 | 2:3                  | 7:0                        | 0:1                 | 6:0            | 0:2           |
| TSV Lägerdorf               | 3:3        | 1:3              | 1:1            | 2:3           | 1:4                       | 1:1            | 0:1       | 0:2           | 4:4           |               | 3:3 | 2:1                  | 5:2                        | 2:2                 | 3:0            | 3:1           |
| SV Frisia 03 Risum-Lindholm | 1:4        | 1:1              | 0:0            | 2:2           | 1:5                       | 0:3            | 2:2       | 4:1           | 0:0           | 2:3           |     | 1:2                  | 6:2                        | 0:3                 | 5:1            | 3:2           |
| PSV Union Neumünster        | 1:4        | 0:0              | 2:3            | 1:4           | 1:2                       | 1:4            | 1:2       | 2:3           | 2:4           | 3:1           | 3:5 |                      | 5:2                        | 1:3                 | 5:1            | 2:2           |
| TSV Friedrichsberg-Busdorf  | 0:4        | 1:4              | 4:1            | 0:1           | 3:6                       | 1:2            | 2:3       | 1:1           | 0:5           | 1:1           | 1:6 | 0:2                  |                            | 0:1                 | 4:1            | 5:2           |
| Inter Türkspor Kiel         | 1:1        | 0:4              | 3:3            | 1:2           | 3:6                       | 2:8            | 2:1       | 2:2           | 1:5           | 4:5           | 6:0 | 3:0                  | 4:2                        |                     | 7:3            | 2:0           |
| TSV Wankendorf              | 1:3        | 1:2              | 0:1            | 0:2           | 1:4                       | 0:3            | 0:0       | 2:6           | 0:3           | 0:2           | 0:3 | 1:3                  | 4:2                        | 0:5                 |                | 0:2           |
| FC Dornbreite               | 3:5        | 2:4              | 1:3            | 2:7           | 1:3                       | 5:3            | 0:0       | 2:1           | 0:1           | 2:3           | 0:2 | 1:3                  | 5:1                        | 3:4                 | 4:1            |               |

## Aufstiegsspiele zur neuen Oberliga-Saison
Den dritten Aufstiegsplatz ermittelten die beiden Vizemeister der Landesligen Holstein und Schleswig in Entscheidungsspielen. Dabei qualifizierten sich aus Holstein die TuS Hartenholm und aus Schleswig der TSV Bordesholm.
| Datum                   |                | Ergebnis  |                |
| ----------------------- | -------------- | --------- | -------------- |
| 2. Juni 2018, 16:00 Uhr | TSV Bordesholm | 2:0 (2:0) | TuS Hartenholm |
| 9. Juni 2018, 16:00 Uhr | TuS Hartenholm | 0:0       | TSV Bordesholm |